# لونا (لاعب كرة قدم)
لونا (بالإسبانية: Francisco Javier Aguilera Blanco)‏ (23 سبتمبر 1971 بشريش في إسبانيا - ) هو لاعب كرة قدم إسباني في مركز الهجوم. لعب مع إيسيخا بالومبيي وريال سبورتينغ خيخون ونادي ألباسيتي ونادي ألميريا ونادي إيركوليس ونادي دندي ونادي مونتيري ونادي هيبرنيان وPuerto Real CF ‏ ونادي سان فرناندو ‏.

## وصلات خارجية
- لونا على موقع قاعدة بيانات كرة القدم.إي يو (الإنجليزية)
- لونا على موقع Soccerbase.com (لاعب) (الإنجليزية)